# Sven Lagerbring

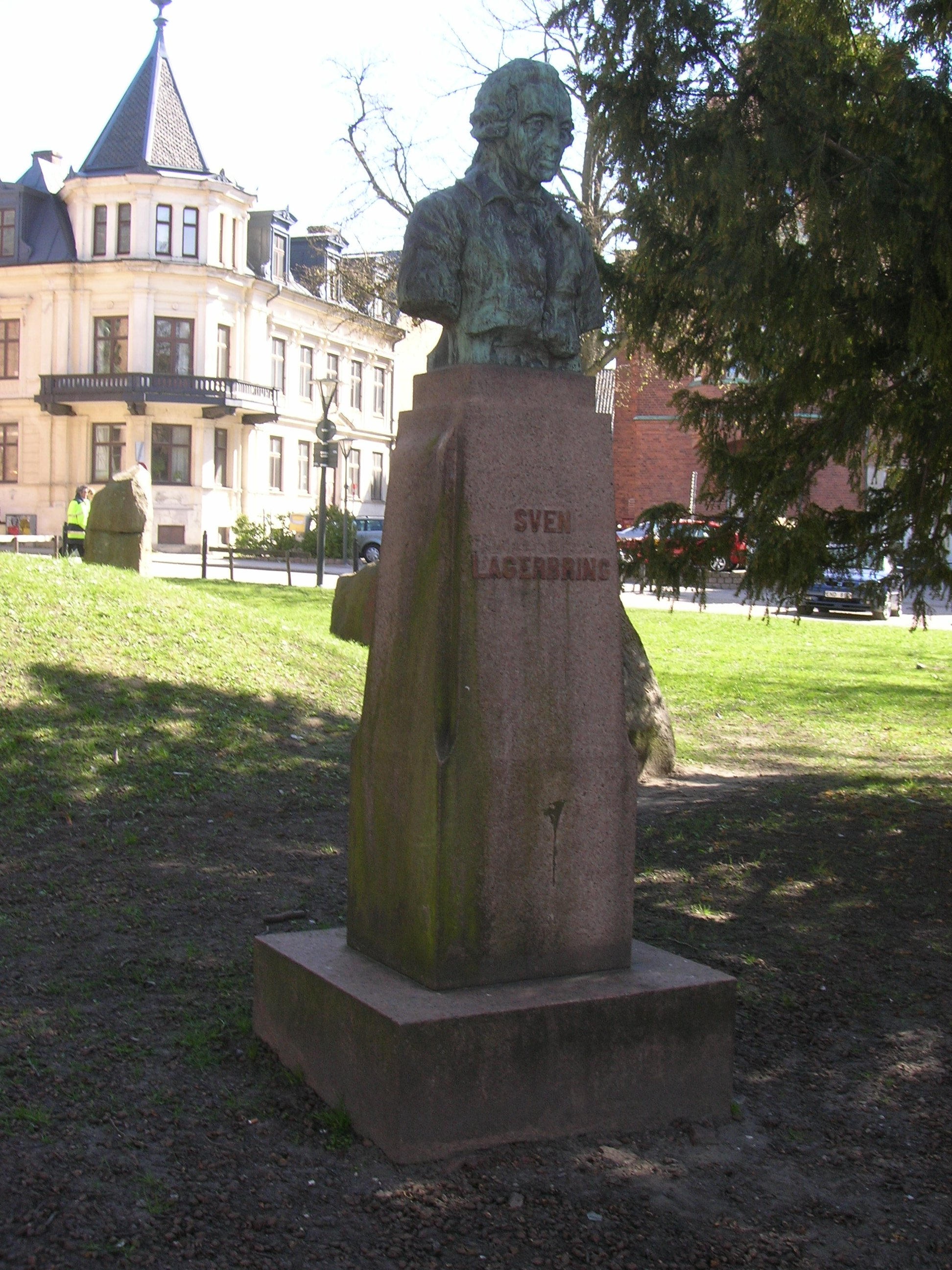
Albert von Stockenströms byst av Lagerbring på universitetsplatsen i Lund (1907).

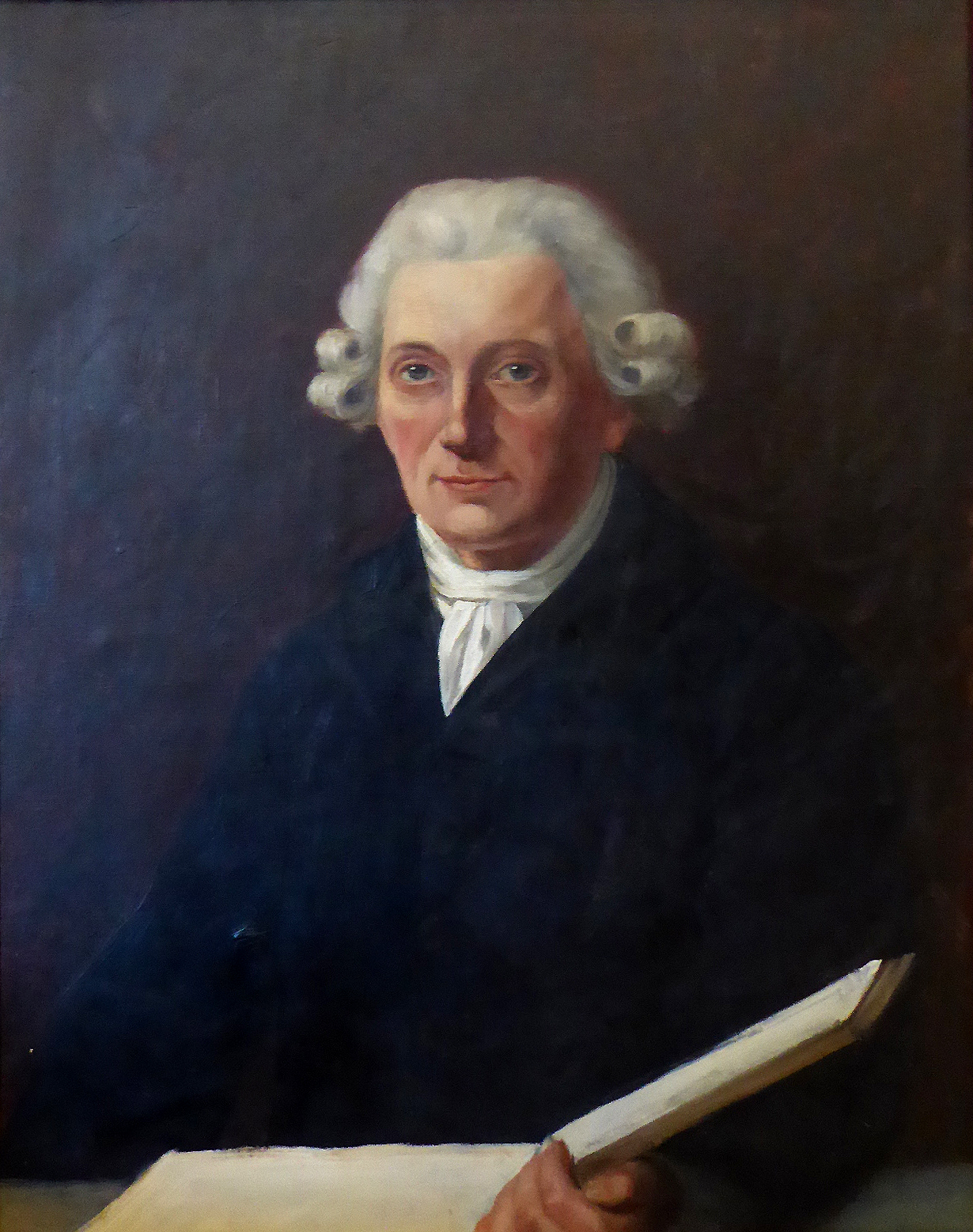
Professor Sven Lagerbring

Sven Lagerbring (ursprungligen Sven Bring; skrev sig själv efter adlandet Sven Lager Bring),  född den 24 februari 1707 i Klinta prästgård, Bosjöklosters socken, Skåne, död den 5 december 1787, var en svensk professor och historiker. Han var son till Ebbe Jönsson Bring, kyrkoherde ursprungligen i nämnda socken, senare i Brönnestad.

## Biografi
Sven Bring studerade från 1720 vid Lunds universitet, där han 1731 blev juris adjunkt, vistades sedermera några år i Stockholm som lärare i von Fersenska familjen och fick därunder tillfälle till forskningar i Riksarkivet. 1741 blev han akademisekreterare i Lund och 1742 professor i historia där. År 1751 blev Lagerbring juris doktor, 1754 ledamot av Lovisa Ulrikas vitterhetsakademi och 1770 ständigt tjänstledig från sin professur för vetenskapligt arbete. År 1769 adlades han under namnet Lagerbring och erhöll 1770 kansliråds titel.
Via juridiken hade Lagerbring förts över mot historieforskningen. Som lärare inom juridik hade han haft den noggranne och källkritiske David Nehrman Ehrenstråhle, vilket kom att påverka hans historiesyn. Under hans tid som informator för Axel von Fersen den äldre, den senare partiledaren för hattpartiet pågick som bäst bildandet av hattpartiet och de ökande partistriderna mellan de båda partierna i samtiden kom även att påverka hans författarskap. Under sin första professorstid berörde hans arbeten de mest vittskilda ämnen, förutom historia och dess hjälpvetenskaper även teologi, filosofi med mera. Bland hans mera betydelsefulla arbeten märks De usu et utilitate historiarum (1745) där han i tidens anda upptar frågan om historiens uppgift till granskning, och främst De fide historica monumentorum islandicorum (1763) där den isländska litteraturens historiska källvärde för första gången granskades kritiskt, samt Dissertatio exhibens cautelas de prudenter instituenda historia (1763) som behandlar historieskrivningens uppgifter och metoder, och visar på många av de tankar som var vägledande för Lagerbring i hans historiska författarskap. Lagerbring utgav även en stor mängd lokalhistoriska studier från Skåneland. I disputationsserien Monumenta scanensia (36 dissertationer i 2 band, 1744–1751), huvudsakligen en publikation av medeltida källor till Skånes historia, trycktes för första gången utdrag ur Kung Valdemars jordebok, Liber daticus ecclesiæ lundensis och Necrologium lundense. En liknande källpublikation var också Lagerbrings Samlingar af åtskilliga handlingar och påminnelser, som förmodligen kunna gifva lius i swänska historien (3 band, 1749–1758). Lagerbring sysslade även med lärdomshistoria och planerade ett stort verk Historia literaria, av vilket dock endast en del, behandlande forntiden kom i tryck 1748.
Jämte Olof von Dalin inledde Lagerbring den modernare, kritiska forskningen i svensk historia, och utan tvivel står han härvid högre än Dalin. Lagerbrings huvudverk är Svea rikes historia (4 delar, 1769–1783; det sista stycket, rörande tiden 1460–63, trycktes först 1907 av Lauritz Weibull). En kortare sammanfattning av Sveriges historia är Sammandrag af Svea rikes historia (1775; i ny och något vidgad form 1778–1780), varvid fogades en för sin tid framstående redogörelse för den svenska statens organisation och förvaltning med mera, varigenom samtiden fick en väl behövlig handbok i svensk statskunskap.
Till skillnad från Dalin skiljde Lagerbring skarpt på källa och litteratur och betonade bland annat de samtida källornas högre källvärde. Som prov på hans kritiska förmåga märks, att han tog upp tvivelsmål rörande äktheten av Agapetus II:s bulla, och även var på spåren av den Hamburg-Bremenska kyrkans dokumentförfalskningar. Som Lagerbrings läromästare märks främst den danske historikern Hans Gram. Lagerbring hade flera beröringspunkter med samtida forskare som Jacob Langebek och Peter Frederik Suhm. Genom sin mindre nationalistiskt präglade och mindre kåserande stil kom hans verk under samtiden och den närmaste framtiden inte att röna den uppskattning verket förtjänade. Först senare kom Lagerbrings insatser att uppskattas efter förtjänst.
Lagerbring var livligt intresserad av fäderneprovinsens arkeologi och historia; han utgav bland annat en stor samling Monumenta scanensia, innehållande en mängd disputationer med i dem förekommande publikationer av urkunder, och över huvud taget främjade han på olika sätt studiet av Skånes forntid.
Universitetsbiblioteken i Lund och Uppsala samt stiftsbiblioteket i Linköping förvarar åtskilliga ej publicerade manuskript av Lagerbring, såsom föreläsningskoncept, urkundsavskrifter med mera. Hans påbörjade självbiografi har tryckts av Lauritz Weibull i Sven Lagerbring. Skrifter och bref, utgiven vid Lunds universitets firande av 200-årsminnet av Lagerbrings födelse 1907.
Lagerbring har säkerligen icke av någon tidigare svensk historiker överträffats i kritisk skärpa och klarsynt forskarblick; på många håll har han angivit riktlinjer, som en senare tids vetenskapliga arbete följt. Hans stil skiljer sig bestämt från den under upplysningstiden vanligaste. Den utmärks av en egendomlig humor, med kärnfulla, pregnanta vändningar, ej sällan med en viss ålderdomlig prägel.
Lagerbring var som professor högt uppburen; som inspektor för Blekingska nationen övade han bland studenterna ett patriarkaliskt, välgörande inflytande. Den 20 mars 1786 blev Lagerbring ledamot av Kungliga Vitterhets Historie och Antikvitets Akademien. Han ligger begraven i ett kapell i Mörarps kyrka.

## Ärebetygelser
En byst av Lagerbring, utförd av konstnären Albert von Stockenström, står sedan 1907 på universitetsplatsen i Lund. 
Sven Lagerbrings dödsdag, den 5 december, bär sedan 1901 namnet Sven i den svenska almanackan, till hans ära.